# 凱厄圖爾國家公園

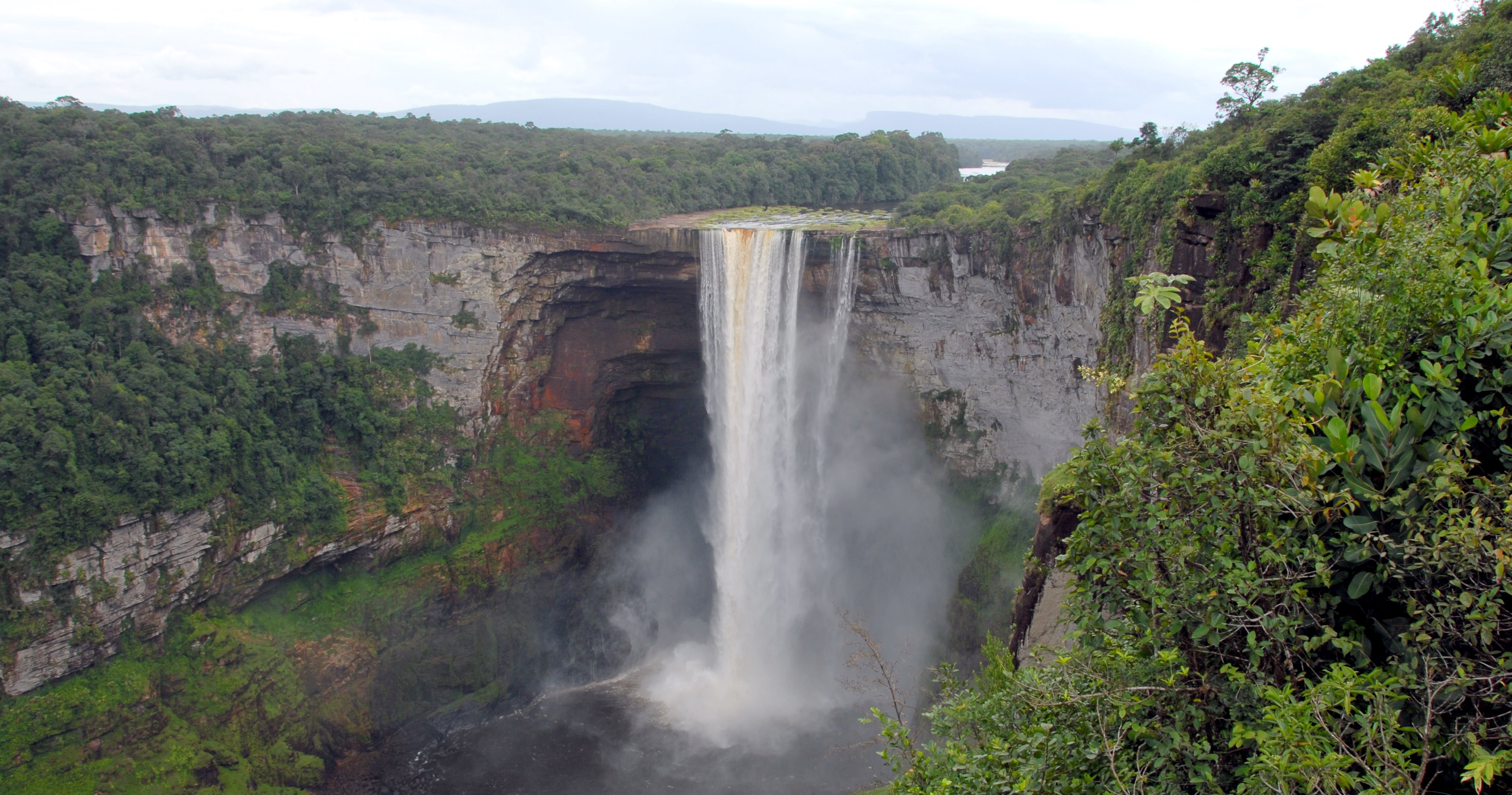

凱厄圖爾國家公園（英語：Kaieteur National Park），是圭亞那的國家公園，位於該國西部波塔羅-錫帕魯尼區，處於波塔羅河流域，成立於1929年，面積約630平方公里。名稱來自於園區內的凱厄圖爾瀑布:1273。